# Hornsjön (Vilhelmina socken, Lappland, 722479-148195)
Hornsjön är en sjö i Vilhelmina kommun i Lappland och ingår i Ångermanälvens huvudavrinningsområde. Sjön har en area på 0,161 kvadratkilometer och ligger 913 meter över havet. Hornsjön ligger i Marsfjället Natura 2000-område.

## Delavrinningsområde
Hornsjön ingår i det delavrinningsområde (722511-148132) som SMHI kallar för Utloppet av Hornsjön. Medelhöjden är 1 088 meter över havet och ytan är 1,9 kvadratkilometer. Det finns inga avrinningsområden uppströms utan avrinningsområdet är högsta punkten. Vattendraget som avvattnar avrinningsområdet har biflödesordning 4, vilket innebär att vattnet flödar genom totalt 4 vattendrag innan det når havet efter 434 kilometer. Avrinningsområdet består mestadels av kalfjäll (91 procent). Avrinningsområdet har 0,16 kvadratkilometer vattenytor vilket ger det en sjöprocent på 8,4 procent.